# Défis extrêmes : L'Île de secours
 (août 2024).
- Si vous ne connaissez pas le sujet, laissez ce bandeau (vous pouvez alors contacter les auteurs).
- Si vous supprimez le contenu mis en cause (vous pouvez préalablement contacter les auteurs),

argumentez précisément cette suppression dans la page de discussion
(un manque de référence n'est pas un argument ; une recherche réelle de référence doit avoir été effectuée, être formellement documentée).
 (août 2024).
Chronologie
Les Étoiles des Défis extrêmes L'absurdicourse
(série dérivée)
Défis extrêmes : L'île de Pahkitew (Total Drama: Pahkitew Island) ou Défis extrêmes : L'île de secours en France est la 2e partie de la cinquième saison de la série télévisée d'animation canadienne Défis extrêmes.
Suite directe des Étoiles des Défis extrêmes, elle comprend également treize épisodes et a été diffusée aux États-Unis du 7 au 18 juillet 2014 sur Cartoon Network, puis au Canada du 4 septembre au 20 novembre 2014 sur Teletoon et Télétoon, et en France à partir du 28 mars 2015 sur Télétoon+.

## Synopsis
Après l'engloutissement du camp Wawanakwa à la fin de la saison 5, Louis décide d'envoyer quatorze nouveaux candidats dans un décor totalement inédit : l'île de Pakithew. D'abord en équipe, puis de manière individuelle, ces personnages tous plus farfelus les uns que les autres vont devoir s'affronter pour gagner le million de dollars.
Autour de la série, trois candidats ont été disqualifiés, Éléonore à cause de ses chants qui calmait les animaux et énervait Louis alors que Max aurait dû être éliminé dans l'épisode 6. Scarlett pour avoir été folle et avoir menacé Louis de détruire l'île si ce dernier ne lui donnait pas le million sous l'heure, et Max parce que Louis en avait assez des personnalités négatives dans l'épisode 10.
Le vainqueur de cette saison 6 est Cédric (aux États-Unis, au Québec et en France), tandis que c'est Kristelle au Canada, à noter que les vainqueurs ne sont pas les mêmes dans certains pays.

## Diffusion
| Saison | Épisode | Pays       | Chaîne            | Début de diffusion | Fin de diffusion |
| ------ | ------- | ---------- | ----------------- | ------------------ | ---------------- |
| 6      | 13      | États-Unis | Cartoon Network   | 7 juillet 2014     | 18 juillet 2014  |
| 6      | 13      | Canada     | Teletoon/Télétoon | 4 septembre 2014   | 20 novembre 2014 |
| 6      | 13      | France     | France 3          | 6 février 2015     | 16 mars 2015     |

## Personnages
- Amy la jumelle maléfique (Sophie en VF)
- Barbu le beat-boxeur (Carlhson en VF, Beardo en VO)
- Cédric le zombiephobe (Igor en VF, Shawn en VO)
- David l'obsédé de la propreté (Dave en VO)
- Éléonore la princesse de conte de fée (Aurore en VF, Ella en VO)
- Jasmine l'amazone débrouillarde
- Kristelle l'athlétique indienne (Cheyenne en VF, Sky en VO)
- Léonard le joueur grandeur nature (Balthazar en VF)
- Max le faux génie du mal
- Quentin le super-fan de Louis (Octave en VF, Topher en VO)
- Rodney le fermier amoureux (Eugène en VF)
- Samey la gentille jumelle (Sophia ou Sosie en VF)
- Scarlett la scientifique surdouée diabolique (Arlette en VF)
- Sugar la Miss phacochère (Cynthia en VF)

Ces candidats sont répartis en deux équipes : Wanihtam Maskwak (Les ours déboussolés) (Waneyihtam Maskwak en VO) et Pimâpotew Kinosewak (les saumons nageurs). Dans l'épisode 7, Max et Kristelle changent d'équipe.
| Équipe Wanihtam Maskwak - Barbu - Cédric - David - Éléonore - Léonard - Max (depuis l’épisode 7) - Sugar | Équipe Pimâpotew Kinosewak - Amy - Kristelle (depuis l’épisode 7) - Jasmine - Quentin - Rodney - Samey - Scarlett |

## Distribution

### Doublage québécois
- Antoine Durand : Chris
- Philippe Martin : Quentin
- Tristan Harvey : Max
- Sarah-Jeanne Labrosse : Sugar
- Daniel Roy : Rodney
- Iannicko N'Doua-Légaré : Barbu
- Catherine De Sève : Scarlett
- Marc St-Martin : Cédric et Léonard
- Myriam De Verger : Jasmine
- Rachel Graton : Amy et Samey
- Fanny Rainville : Éléonore
- Ève Gadouas : Kristelle
- Mathieu Lepage : David

 Source et légende : version québécoise (VQ) sur Doublage.qc.ca

### Doublage belges francophones
- Jean-Michel Vovk : Chef Albert
- Laurent Vernin : Louis Mercier
- Sébastien Hébrant : Eugène
- Véronique Fyon : Cynthia
- Steve Driesen : Max
- Grégory Praet : Balthazar
- Nancy Phillipot : Aurore
- Valérie Muzzi : Cheyenne
- Marielle Ostrowski : Arlette
- Antoni Lo Presti : Octave
- Claire Tefnin : Sophie et Sophia
- Alexis Flamant : David
- Pierre Le Bec : Igor
- Mélanie Dermont : Jasmine

## Épisodes
| № | #  | Titre                                                           | Réalisation    | Scénario       | Diffusion américaine | Diffusion canadienne | Diffusion française | Code de prod. | Audience |
| --- | -- | --------------------------------------------------------------- | -------------- | -------------- | -------------------- | -------------------- | ------------------- | ------------- | -------- |
| 105 | 1  | Des nouveaux pas au top niveau So, Uh This Is My Team ?         | Terry McGurrin | Terry McGurrin | 7 juillet 2014,      | 4 septembre 2014,    |                     | 601           | 2.06     |
| À la suite de la destruction du camp Wawanakwa, Louis se retrouve dans une nouvelle île sans rien, seul confessionnel a été sauvé, il annonce une sixième saison,, alors que les quatorze nouveaux candidats sont dans l'avion, une explosion retentit, pensant à une attaque terroriste, les personnages prennent les parachutes et sautent l'avion ainsi que le Chef qui a vu que Louis de l'avion n'était qu'un hologramme, mais certains parachutes sont que des surprises et les candidats y compris le Chef qui ont pris le mauvais parachute tombent dans l'eau. Après réunion, Louis forme deux équipes, "Wanihtam Maskwak" et les "Pimâpotew Kinosewak", et vu qu'ils viennent d'arriver dans une nouvelle île, les candidats doivent construire leur propre cabane, d'un côté l'équipe Maskwak construit sa maison en pierre alors que de l'autre côté les Kinosewak la construisent en bois. Après construction, Louis décide de faire venir des élans pour voir si leur maison est conforme, mais c'est celle des Maskwak qui s'effondre, Louis accorde l'immunité aux Kinosewak, A la cérémonie du feu de camp, l'équipe en danger décide d'éliminer Carlhson qui est éliminé à cause de ses bruitages et de son beatbox qui agaçait ses coéquipiers, en principal David. |    |                                                                 |                |                |                      |                      |                     |               |          |
| 106 | 2  | Défi à l'huile de gamelle I Love You, Grease Pig!               | Laurie Elliott | Laurie Elliott | 7 juillet 2014       | 4 septembre 2014     |                     | 602           |          |
| Pour le défi, les participants doivent participer à une course avec un cochon et un bâton et c'est l'équipe Kinosewak qui gagne, de leur côté, les Mashwak ont décidé d'éliminer Balthazar à cause de ses pouvoirs. |    |                                                                 |                |                |                      |                      |                     |               |          |
| 107 | 3  | Plus c'est gonflé, plus on s'éclate ! Twinning Isn’t Everything | Ed MacDonald   | Ed MacDonald   | 8 juillet 2014       | 11 septembre 2014    |                     | 603           |          |
| Pour ce défi, chaque équipe est munie de différentes armes de peintures et de ballons à eau, le but est d'éliminer l'équipe adverse pour gagner et c'est l'équipe Mashwak qui gagne, l'erreur maudite est que Sophie, Sophia et Jasmine se sont disputées pour prendre le ballon de framboise et par la suite le ballon a explosé sur les trois candidates et par la suite Sophie insulte Sophia et part prévenir toute l'équipe Kinosewak de la mettre dehors, avant la cérémonie Sophia s'apprête à manger une pomme verte empoisonnée mais Sophie lui prend et lui avoue qu'elle prenne rendez-vous dans le canon de la honte mais à la cérémonie du feu de camp, Sophia se fait passer pour sa sœur jumelle Sophie et c'est la vraie Sophie qui est obligée d'embarquer dans le canon de la honte, Elle reviendra dans l'épisode "Un zombie ? Non, un revenant !" |    |                                                                 |                |                |                      |                      |                     |               |          |
| 108 | 4  | Les Coups de foudre d'Eugène I Love You, I Love You Knots       | Miles Smith    | Miles Smith    | 9 juillet 2014       | 18 septembre 2014    |                     | 604           | 1.88     |
| En référence au jeu "Action ou vérité", les candidats doivent répondre correctement à la question que Louis leur pose, munis d'un bracelet électrique et accompagné de "Gloucette" une poule qui électrise l'équipe du candidat choisi qui se trompe. Alors que le début s'avère plutôt facile, les deux équipes se mettent à se rater lors des prochaines questions ou défis physiques. Notamment Eugène qui ment à chaque question de Louis concernant ses relations avec Sophia, Arlette et Jasmine ; David qui ne parvient pas à embrasser Cheyenne à cause de son rot explosif ; Igor qui asperge de morve David au lieu de se curer le nez et de l'essuyer sur ce dernier ; Max disant qu'il n'a peur de rien alors qu'il cache quelque chose et Aurore voulant apaiser son conflit avec Cynthia. Par la suite, Louis réprimandera les deux équipes et c'est là que les choses bougent. Après une nouvelle égalité, deux candidats seront choisis pour défaire les nœuds du sac et appuyer sur le buzzer. Alors que Aurore réussit à défaire les nœuds, elle renonce à y appuyer jugeant que c'est inhumain d'électriser quelqu'un ou une équipe adverse mais Gloucette y bondit et appuie sans cesse à la suite des provocations d'Eugène peu avant l'ultime défi physique. En fin de compte, c'est l'équipe Mashwak qui s'impose 4 à 3, de leur côté les Kinosewak ont décidé d'éliminer Eugène car il n'a répondu correctement à aucune question. |    |                                                                 |                |                |                      |                      |                     |               |          |
| 109 | 5  | Un zombie ? Non, un revenant ! A Blast from the Past            | Laurie Elliott | Laurie Elliott | 10 juillet 2014      | 25 septembre 2014    |                     | 605           |          |
| Sous un nouveau look, Louis annonce aux deux équipes un nouveau défi, sous la forme du "Cotton-Tige", les candidats doivent prendre un coton-tige géant et ensuite l'amener à son équipe, ils ont le droit de faire tomber leur adversaire dans l'eau pour les empêcher d'avancer, et l'équipe à former 3X (soit 6 cotons tiges géants) gagne, mais il y'a un problème Igor n'est pas là et s'il ne se présente pas, il sera disqualifié et Louis parie que si c'est l'équipe Mashwak qui perd il y aura deux candidats qui quitteront l'aventure, pendant ce temps, l'épreuve commence Octave et David sont envoyés mais parviennent à s'éviter ; Sophia et Cynthia s'affrontent mais Louis découvre que les choses se corsent et fait entrer un poisson-ours qui jette violemment Cynthia ; Max qui grâce à un piège d'Arlette avec une anguille électrique met Aurore dehors et permet de mener 1,5–0,5 ; Cheyenne face à Arlette mais l'idée d'Arlette fait jeter Cheyenne dans l'eau et permet de gagner un coton-tige supplémentaire ; Jasmine déconcentrée par l'absence d'Igor est mise dehors par David. Le Chef parvient finalement à retrouver Igor et à le ramener au défi, toutefois il est opposé face à Jasmine et l'insulte de zombie (à la suite d'une erreur de David) et ramène le coton-tige à son équipe, ayant égalité, Cynthia et Sophia sont envoyés, mais au moment de s'affronter, Sophie surgit sur l'île de Pakithew pour se venger de sa sœur jumelle qui l'a trahie. Les deux candidates se battent pendant le défi, provoquant la défaite des Kinosewak qui votent contre Sophia ; celle-ci est alors obligée d'embarquer dans le Canon de la honte avec Sophie. Louis annonce à Aurore que s'il elle rechante elle rentrerait chez elle pour tricherie. |    |                                                                 |                |                |                      |                      |                     |               |          |
| 110 | 6  | La Crépuscule d'Aurore Mo’ Monkey, Mo’ Problems                 | Laurie Elliott | Laurie Elliott | 11 juillet 2014      | 2 octobre 2014       |                     | 606           |          |
| Pour le défi, les équipes devront trouver la pièce en or gardée et cachée par les singes, afin de la mettre dans le distributeur, et c'est l'équipe Mashwak qui gagne pour la 4e fois avant que Jasmine la mette grâce au lancer de Cynthia, à la cérémonie du feu de camp les Kinosewak décident de mettre fin à l'aventure à Max, mais au moment de partir, Louis reçoit une lettre anonyme rédigé par Cynthia (détestant Aurore) expliquant qu'Aurore avait chanté lors du défi. Louis ne peut plus la supporter parce qu'elle a la capacité de calmer les animaux sauvages de l'île grâce à ses chants, décide que c'est la goutte d'eau qui fait déborder le vase et élimine Aurore. |    |                                                                 |                |                |                      |                      |                     |               |          |
| 111 | 7  | Au fond du trou This Is The Pits                                | Miles Smith    | Miles Smith    | 14 juillet 2014      | 9 octobre 2014       |                     | 607           |          |
| Pour cette épreuve, les équipes sont envoyés dans le trou dans le but de retrouver la sortie imposée par Louis, mais aucune équipe n'y parviens, en colère Louis décide d'utiliser la manière forte, à la cérémonie, l'équipe gagnante aurait pu gagner un buffet à volonté, mais le Chef brûle le buffet et Louis décide d'échanger Max et Cheyenne. |    |                                                                 |                |                |                      |                      |                     |               |          |
| 112 | 8  | Un bébé et des bobos Three Zones and a Baby                     | Laurie Elliott | Laurie Elliott | 14 juillet 2014      | 16 octobre 2014      |                     | 608           |          |
| Pour le défi, en possession d'un bébé, les candidats doivent le ramener, pour cela ils doivent traverser trois zones ultra dangereuses. La première étant une zone sauvage, La seconde appartenant au Chef qui touche avec son lance-roquette toute personne qui y ferait du bruit et la dernière étant une zone enneigée. Octave qui était plus intéressé sur Louis reçoit un appel de la production pour dire que Louis a été viré, et qui serait temps que Octave le remplace dans lequel ce dernier crie avec joie mais provoque une avalanche qui engloutit toute son équipe et laisse la victoire au Mashwak, Max avait aussi caché son bébé dans sa chemise pour le garder illégalement et ayant donné un bâton. À la cérémonie, alors que Louis allait annoncer l'éliminé, Octave surgit et lui dit que c'est lui qui partira et est heureux d'apprendre qu'il va prendre sa place, mais Louis se déguise en la personne qu'il l'avait appelé et piège Octave, l'envoyant dans le canon de la honte. |    |                                                                 |                |                |                      |                      |                     |               |          |
| 113 | 9  | Cache-cache à la sauce dégoulache Hurl & Go Seek                | Terry McGurrin | Terry McGurrin | 15 juillet 2014      | 23 octobre 2014      |                     | 609           |          |
| En pleine nuit, Louis annonce que les équipes sont dissoutes et que maintenant c'est chacun pour soi, les candidats doivent d'abord boire un vase complet de dégoulache avant de jouer à cache-cache, malheureusement durant l'épreuve Cynthia ayant été la première a tout boire et ayant gagné l'immunité refuse de participer à la 2e épreuve en voulant encore plus de dégoulache, après d'avoir tout donné, Louis et Chef avouent qu'ils n'en ont plus, Cynthia déçue décide de partir à la recherche des autres en commençant par David et puis Cheyenne, après ils parviennent à trouver Max et Arlette mais ils commencent à avoir la nausée et marchent comme des zombies, de son côté Jasmine passant son temps à vomir s'enfuit afin d'échapper aux autres, Igor la retrouve et grimpent sur un arbre, Igor s'excuse auprès d'elle avant de se sacrifier et sauter sur les autres faisant gagner l'immunité à Jasmine. Après un bon lavage d'estomac et au feu de camp, David, honteux d'avoir été trahi par Cheyenne, décide de voter contre lui-même afin de la sauver de l'élimination et à même fabriqué des badges anti-David et le dit au confessional, avant d'être expulsé il appelle Cheyenne mais ne se présente pas, il demande à Louis de faire son boulot, alors que Louis finissait son numéro, le vomi de Max a fait exploser un arbre provoquant des dysfonctionnements de l'île. |    |                                                                 |                |                |                      |                      |                     |               |          |
| 114 | 10 | Alerte à Arlette Scarlett Fever                                 | Miles Smith    | Miles Smith    | 16 juillet 2014      | 30 octobre 2014      |                     | 610           |          |
| À la suite des incidents survenus sur l'île de Pahkitew, l'île menace d'être détruite, pour le défi, les candidats doivent désamorcer la bombe dans la zone de contrôle tout en les surveillant dans son avion, mais tout ne se passe pas comme prévu, l'alarme se déclenche à cause d'Igor et Jasmine qui se sont embrassés, ce qui rend le jeu plus difficile, Max et Arlette sont les premiers à arriver à la porte qu'il donne accès au contrôle de l'île, sauf qu'il faut un code et chaque erreur entraîne une décharge, après de multiples tentatives, l'appareil à chiffres disjoncte et cède la porte. Arlette et Max entrent, mais au moment de réussir l'épreuve, elle devient folle et prévient Louis de lui donner absolument le million de dollars sinon l'île partira en fumée avec ses occupants, mais les candidats arrivent vite et la maîtrisent grâce à un plab de Max et à la désactivation de la destruction de l'île par Cheyenne. Arlette est par la suite disqualifiée, au moment d'être éjectée, Max se considère comme le dernier méchant de l'île mais Louis qui en a assez des personnalités négatives a décidé que Max accompagnerait Arlette dans le canon de la honte. |    |                                                                 |                |                |                      |                      |                     |               |          |
| 115 | 11 | Une bombe nommée Cynthia Sky Fall                               | Alice Prodanou | Alice Prodanou | 17 juillet 2014      | 6 novembre 2014      |                     | 611           |          |
| Dans cette épreuve, les candidats doivent franchir un parcours d'obstacles, et c'est Igor qui gagne, mais celui qui finit dernier est éliminé et c'est Jasmine qui partira dans le canon de la honte (Cynthia à pousser un arbre qui est tombé sur Jasmine, elle se retrouve bloquée dessous et perd du temps, ce qui laisse profiter Cynthia à finir la course), Jasmine revient dans l'épisode "Ragots et sanglots pour un magot" où elle partagera le million avec Igor. |    |                                                                 |                |                |                      |                      |                     |               |          |
| 116 | 12 | Un trio sans bio Pahk’d With Talent                             | Alex Ganetakos | Alex Ganetakos | 18 juillet 2014      | 13 novembre 2014     |                     | 612           |          |
| Les candidats choisissent leur propre défi qui est ensuite tiré au sort, en premier les candidats s'affrontent lors d'une course de saut de haies choisie par Cheyenne, ensuite une course en altitude choisie par Igor et enfin un concours de talent choisi par Cynthia, alors que celui qui à le moins de points est éliminé, Cynthia n'ayant remporté aucun défi en plus d'avoir réalisé une très mauvaise performance à son propre défi, a été éliminée. |    |                                                                 |                |                |                      |                      |                     |               |          |
| 117 | 13 | Ragots et sanglots pour un magot Lies, Cries and One Big Prize  | Terry McGurrin | Terry McGurrin | 18 juillet 2014      | 20 novembre 2014     |                     | 613           |          |
| Les candidats doivent s'affronter lors d'une course, pour cela ils ont le droit de bénéficier de l'aide d'un candidat, Cheyenne est tombée sur David alors qu'elle ne le voulait pas et Igor est tombé sur Jasmine. Lors du défi, Igor veut bien partager le million avec Jasmine mais ne peut pas en raison du règlement qu'il l'interdit, Louis rétorque que si Igor veut partager le million, il ne l'empêchera pas ce qui rassure Jasmine et Igor fait exprès d'être joyeux, mais Igor ne veut pas partager l'argent pour que Jasmine puisse construire son école de catch pour fleuriste et il le dit clairement au confessionnal sans se douter que Louis allait tout montrer à Jasmine lors de la période de repos, de son côté David apprend que Cheyenne a un petit copain sous le nom de Carl ce qui énerve ce dernier. Les deux finalistes sont opposés à une dernière épreuve, une course avec des pièges. En cas d'échec, David et Jasmine pourront partager le million de dollars, ils sont même munis d'une télécommande pour empêcher leur concurrent d'avancer, par d'ailleurs David essaie de blesser gravement Cheyenne mais échoue. - Fin américaine : Igor sort le premier du tas de neige, remportant le million de dollars avant de le partager avec Jasmine et de lui cueillir une fleur. - Fin canadienne : Cheyenne est sorti la première de l'avalanche et a gagné le million de dollars qu'elle partage avec David ou le garde pour elle-même, symbolisant son refus. Au moment de partir, Louis se rend compte que David est accidentellement laissé sur l'île de Pahkitew seul. |    |                                                                 |                |                |                      |                      |                     |               |          |

### Anecdotes
- Cédric est le candidat qui a remporté le plus d'épreuves (4 victoires).

## Classement
| Place | Nom       | Équipe              |              | Épisode                              | Raisons de l'élimination | Statut des équipes     |
| ----- | --------- | ------------------- | ------------ | ------------------------------------ | --- | ---------------------- |
| 14e   | Barbu     | Wanihtam Maskwak    | Éliminé      | Alors, euh, c'est ça, mon équipe ?   | Il communiquait très peu avec son équipe et ne cessait de faire des bruitages, ce qui avait le don d'énerver David, ainsi que ses coéquipiers. | Équipes non-fusionnées |
| 13e   | Léonard   | Wanihtam Maskwak    | Éliminé      | Je t'aime, cochon graisseux !        | Il n'a pas franchi le dernier obstacle malgré ses soi-disant pouvoirs magiques et a fait perdre son équipe. | Équipes non-fusionnées |
| 12e   | Amy       | Pimâpotew Kinosewak | Éliminée     | Duel de jumelles                     | Samey est, à l'origine, celle qui devait être éliminée. Mais elle se fait passer pour sa sœur jumelle, Amy, qui est obligée d'embarquer sur le Canon de la honte à sa place sans pouvoir rétablir la vérité, ayant croqué dans une pomme empoisonné qui l'empêche de parler. Elle revient dans l'épisode "Un passé explosif".                                                                  | Équipes non-fusionnées |
| 11e   | Rodney    | Pimâpotew Kinosewak | Éliminé      | Triangle amoureux                    | Il s'invente plein de relations imaginaires avec diverses coéquipières (Amy, Jasmine, Scarlett...). Ne pouvant les gérer toutes, il devient complètement fou pendant le défi, faisant ainsi perdre son équipe. | Équipes non-fusionnées |
| 10e   | Samey     | Pimâpotew Kinosewak | Éliminée     | Un passé explosif                    | Amy est revenue sur l'île de Pakithew pour se venger de sa sœur jumelle qui l'a trahie. Les deux candidates se battent pendant le défi, provoquant la défaite des Kinosewak qui votent contre Samey ; celle-ci est alors obligée d'embarquer dans le Canon de la honte avec Amy. | Équipes non-fusionnées |
| 9e    | Éléonore  | Wanihtam Maskwak    | Disqualifiée | Singeries et Problèmes               | À l'origine, c'est Max qui est éliminé. Mais au moment de partir, Louis reçoit une lettre anonyme rédigé par Sugar (détestant Éléonore) expliquant qu'Éléonore avait chanté lors du défi. Louis ne supportant pas ceci parce qu'elle a la capacité de calmer les animaux sauvages de l'île grâce à ses chants, décide que c'est la goutte d'eau qui fait déborder le vase et élimine Éléonore. | Équipes non-fusionnées |
| 8e    | Quentin   | Pimâpotew Kinosewak | Éliminé      | Trois zones et un bébé               | Il était plus occupé à essayer de découvrir la vérité sur Louis que relever le défi, ce qui a énervé ses coéquipiers qui ont voté contre lui. | Équipes non-fusionnées |
| 7e    | David     | Wanihtam Maskwak    | Éliminé      | Va chercher !                        | Il a voté contre lui-même afin de sauver Kristelle de l'élimination. | Equipes fusionnées     |
| 6e    | Scarlett  | Pimâpotew Kinosewak | Disqualifiée | La Fièvre de Scarlette               | Après avoir révélé sa vraie nature étant diabolique et voulant dominer l'univers, Elle a menacé Louis : s'il ne lui donnait pas le million sous une heure, elle faisait exploser l'île et ses occupants. Heureusement, son plan échoue et elle est aussitôt bannie. | Equipes fusionnées     |
| 5e    | Max       | Pimâpotew Kinosewak | Disqualifié  | La Fièvre de Scarlette               | À la suite de la disqualification de Scarlett, Max se considérait comme le dernier méchant de l'aventure. Mais Louis, qui en avait assez des personnalités négatives, a décidé que Max accompagnerait Scarlett dans le Canon de la honte. | Equipes fusionnées     |
| 4e    | Jasmine   | Pimâpotew Kinosewak | Éliminée     | La Montagne aux alliances            | Elle a fini dernière dans une épreuve où le perdant était définitivement éliminé. | Equipes fusionnées     |
| 3e    | Sugar     | Wanihtam Maskwak    | Éliminée     | L'Île aux talents                    | Les candidats devaient s'affronter dans trois épreuves qu'ils avaient eux-mêmes choisies. Le candidat qui remportait le moins de défis (et donc le moins de points) était éliminé. Sugar n'ayant remporté aucun défi, elle a été éliminée. | Equipes fusionnées     |
| 2e    | Kristelle | Wanihtam Maskwak    | Deuxième     | Cachoteries, menteries et grand prix | Elle était la deuxième à sortir de la neige, le premier étant Cédric ce qui fait d'elle la deuxième Fin alternative (Canada) : Elle était la première à sortir de la neige, ce qui fait d'elle la gagnante. | Equipes fusionnées     |
| 1er   | Cédric    | Wanihtam Maskwak    | Vainqueur    | Cachoteries, menteries et grand prix | Il était le premier à sortir de la neige,ce qui fait de lui le gagnant. Fin alternative (Canada) : Kristelle étant la première à sortir de la neige, a remporté la saison ce qui fait que Cédric finit 2e. | Equipes fusionnées     |

### Bilan par épisode
| Épisode     | Diffusion       | Épreuves            |            | Conseil | Conseil |
| Épisode     | Diffusion       | Immunité            | Éliminé(s) | Votes   |         |
| ----------- | --------------- | ------------------- | ---------- | ------- | ------- |
| 1re épisode | 7 juillet 2014  | Pimâpotew Kinosewak | Barbu      | 5-2     |         |
| 2e épisode  | 7 juillet 2014  | Pimâpotew Kinosewak | Léonard    | 4-2     |         |
| 3e épisode  | 8 juillet 2014  | Wanihtam Maskwak    | Amy        | 5-2     |         |
| 4e épisode  | 9 juillet 2014  | Wanihtam Maskwak    | Rodney     | 5-1     |         |
| 5e épisode  | 10 juillet 2014 | Wanihtam Maskwak    | Samey      | 3-1-1   |         |
| 6e épisode  | 11 juillet 2014 | Wanihtam Maskwak    | Éléonore   | /       |         |
| 8e épisode  | 14 juillet 2014 | Wanihtam Maskwak    | Quentin    | 3-1     |         |
| 9e épisode  | 15 juillet 2014 | Sugar et Jasmine    | David      | 4-3     |         |
| 10e épisode | 16 juillet 2014 | Kristelle et Sugar  | Scarlett   | /       |         |
| 10e épisode | 16 juillet 2014 | Kristelle et Sugar  | Max        | /       |         |
| 11e épisode | 17 juillet 2014 | Cédric              | Jasmine    | /       |         |
| 12e épisode | 18 juillet 2014 | Cédric              | Sugar      | /       |         |
| FINALE      | FINALE          | FINALE              | GAGNANT    | GAGNANT |         |
| 13e épisode | 18 juillet 2014 | Kristelle           | Cédric     | Cédric  |         |

### Détails des votes
|             | Équipes initiales | Équipes initiales | Équipes initiales | Équipes initiales | Équipes initiales | Équipes initiales | Équipes initiales | Équipes initiales | Équipe réunifiée | Équipe réunifiée | Équipe réunifiée | Équipe réunifiée | Équipe réunifiée | Équipe réunifiée | Équipe réunifiée | Équipe réunifiée | Équipe réunifiée | Équipe réunifiée | Équipe réunifiée | Équipe réunifiée | Équipe réunifiée |
| ----------- | ----------------- | ----------------- | ----------------- | ----------------- | ----------------- | ----------------- | ----------------- | ----------------- | ---------------- | ---------------- | ---------------- | ---------------- | ---------------- | ---------------- | ---------------- | ---------------- | ---------------- | ---------------- | ---------------- | ---------------- | ---------------- |
| ► Épisode   | 1                 | 2                 | 3                 | 4                 | 5                 | 6                 | 7                 | 8                 | 9                | 10               | 10               | 11               | 12               | 13               |                  |                  |                  |                  |                  |                  |                  |
| ► Éliminé   | Barbu             | Léonard           | Amy               | Rodney            | Samey             | Éléonore          |                   | Quentin           | David            | Scarlett         | Max              | Jasmine          | Sugar            | Kristelle        |                  |                  |                  |                  |                  |                  |                  |
| ► Votes     | 5/7               | 4/6               | 2/7               | 5/6               | 3/5               | 0                 | 3/4               | 4/7               | 0                | 0                | 0                | 0                | 0                |                  |                  |                  |                  |                  |                  |                  |                  |
| ▼ Candidats | Votes             | Votes             | Votes             | Votes             | Votes             | Votes             | Votes             | Votes             | Votes            | Votes            | Votes            | Votes            | Votes            | Votes            | Votes            | Votes            | Votes            | Votes            | Votes            | Votes            | Votes            |
| Cédric      | Barbu             | Léonard           |                   |                   |                   |                   |                   |                   | Kristelle        |                  |                  |                  |                  | Gagnant          |                  |                  |                  |                  |                  |                  |                  |
| Kristelle   | Léonard           | Léonard           |                   |                   |                   |                   |                   | Quentin           | David            |                  |                  |                  |                  | Deuxième         |                  |                  |                  |                  |                  |                  |                  |
| Sugar       | Barbu             | Éléonore          |                   |                   |                   |                   |                   |                   | Kristelle        |                  |                  |                  |                  |                  |                  |                  |                  |                  |                  |                  |                  |
| Jasmine     |                   |                   | Amy               | Rodney            | Jasmine           | Max               |                   | Quentin           | David            |                  |                  |                  |                  |                  |                  |                  |                  |                  |                  |                  |                  |
| Max         |                   |                   | Samey             | Rodney            | Samey             | Quentin           |                   |                   | Kristelle        |                  |                  |                  |                  |                  |                  |                  |                  |                  |                  |                  |                  |
| Scarlett    |                   |                   | Samey             | Rodney            | Samey             | Max               |                   | Quentin           | David            |                  |                  |                  |                  |                  |                  |                  |                  |                  |                  |                  |                  |
| David       | Barbu             | Léonard           |                   |                   |                   |                   |                   |                   | David            |                  |                  |                  |                  |                  |                  |                  |                  |                  |                  |                  |                  |
| Quentin     |                   |                   | Samey             | Rodney            | Samey             | Max               |                   | Cheyenne          |                  |                  |                  |                  |                  |                  |                  |                  |                  |                  |                  |                  |                  |
| Éléonore    | Barbu             | Léonard           |                   |                   |                   |                   |                   |                   |                  |                  |                  |                  |                  |                  |                  |                  |                  |                  |                  |                  |                  |
| Samey       |                   |                   | Amy               | Rodney            | Scarlett          |                   |                   |                   |                  |                  |                  |                  |                  |                  |                  |                  |                  |                  |                  |                  |                  |
| Rodney      |                   |                   | Samey             | Scarlett          |                   |                   |                   |                   |                  |                  |                  |                  |                  |                  |                  |                  |                  |                  |                  |                  |                  |
| Amy         |                   |                   | Samey             |                   |                   |                   |                   |                   |                  |                  |                  |                  |                  |                  |                  |                  |                  |                  |                  |                  |                  |
| Léonard     | Barbu             | Éléonore          |                   |                   |                   |                   |                   |                   |                  |                  |                  |                  |                  |                  |                  |                  |                  |                  |                  |                  |                  |
| Barbu       | Léonard           |                   |                   |                   |                   |                   |                   |                   |                  |                  |                  |                  |                  |                  |                  |                  |                  |                  |                  |                  |                  |

### Candidats ayant echappé à l'élimination
| Place | Nom       | Équipe              | Type d'élimination | Épisode                | Raisons de l'élimination | Statut des équipes     |
| ----- | --------- | ------------------- | ------------------ | ---------------------- | --- | ---------------------- |
| 9e    | Max       | Pimâpotew Kinosewak | Votes              | Singeries et Problèmes | À l'origine, c'est Max qui est éliminé. Mais Louis reçoit une lettre anonyme de Sugar dénonçant que Éléonore avait chanté, il décide que c'est la goutte d'eau qui fait déborder le vase et élimine Éléonore. | Equipes non-fusionnées |
| 7e    | Kristelle | Wanihtam Maskwak    | Votes              | Va chercher !          | David a voté contre lui-même afin de sauver Kristelle de l'élimination. | Equipes fusionnées     |